# José Antonio Delgado Villar
José Antonio Delgado Villar, detto Nono (El Puerto de Santa María, 30 marzo 1993), è un calciatore spagnolo, centrocampista del Ruch Chorzów.

## Carriera

### Club
Andaluso, è entrato a far parte del Betis all'età di 15 anni, prelevato dall'Atlético Madrid. Ha esordito con il Betis Siviglia nella massima serie spagnola nella stagione 2011-2012, giocando però prevalentemente in seconda squadra, almeno nei primi anni.
Ha debuttato nelle coppe internazionali nel 2013-2014, quando il Betis Siviglia ha partecipato all'Europa League. Segna il suo primo gol nel ritorno dei sedicesimi di finale, quando, in casa del Rubin Kazan, porta i suoi sul momentaneo 1-0. Al turno successivo però è proprio lui a condannare la sua squadra all'eliminazione, sbagliando il penalty decisivo nella lotteria dei rigori contro i rivali cittadini del Siviglia. Il 2 febbraio 2015 si trasferisce in prestito in Germania al Sandhausen squadra militante nella 2. Bundesliga sedendo molte volte in panchina ma senza mai debuttare ufficialmente. Nell'estate 2015 viene acquistato a titolo definitivo dall'Elche appena retrocesso in Segunda División per motivi economici. Dopo 9 presenze in campionato ed un gol messo a segno nell'unica presenza in Coppa del Re contro l'UD Almeria datata 9 settembre, il 2 febbraio si trasferisce in prestito al UCAM Murcia scendendo di categoria nella Segunda División B. Nell'arco della seconda parte di stagione trova continuità giocando titolare con 17 presenze totali, riuscendo a vincere il campionato e a far ritornare la squadra in Segunda División. Nel luglio 2016 il giocatore si trasferisce in Ungheria venendo acquistato dal Diosgyor, esordendo nel match esterno perso per 6-2 contro il Ferencváros. Dopo aver giocato una buona stagione, termina il campionato con la salvezza giunta a pari punti, ma grazie alla differenza reti riesce a salvarsi ai danni dell'MTK Budapest rimanendo così in massima serie. Nella stagione seguente nel mercato invernale passa agli slovacchi dello Slovan Bratislava firmando un contratto quadriennale e laureandosi campione di Slovacchia al termine del campionato. Con il club bianco azzurro nelle successive stagioni diviene un giocatore imprescindibile per il centrocampo fornendo assist e trovando una certa confidenza con il gol, aiutando la squadra a vincere svariati titoli. Nel luglio 2021 torna in Ungheria, firmando un contratto biennale con l'Honvéd debuttando già nella prima giornata di campionato contro il Debrecen. Segna il suo primo gol il 24 ottobre nella sfida interna persa contro il Mezőkövesd-Zsóry e ripetendosi nella stessa settimana sia in Coppa d'Ungheria dove sarà cruciale grazie alla sua marcatura passare il turno ai danni dello Zalaegerszeg, sia di nuovo in campionato contro il Puskás Akadémia. Dopo la sosta invernale con l'esonero dell'allenatore Ferenc Horváth lascia la squadra, accasandosi al Damac club della massima serie saudita.

### Nazionale
Nel 2011 viene convocato dal CT Julen Lopetegui con l'Under-19. Partecipa, insieme alla selezione spagnola, al Campionato europeo di calcio Under-19 2012 in Estonia, laureandosi al termine della competizione vincitore dell'europeo. Successivamente fino al 2014 ha fatto parte dell'Under-20 mettendo insieme 5 presenze con un gol.

## Statistiche

### Presenze e reti nei club
Statistiche aggiornate al 7 aprile 2022.
| Stagione                 | Squadra                  | Campionato               | Campionato | Campionato | Coppe nazionali | Coppe nazionali | Coppe nazionali | Coppe continentali | Coppe continentali | Coppe continentali | Altre coppe | Altre coppe | Altre coppe | Totale | Totale |
| Stagione                 | Squadra                  | Comp                     | Pres       | Reti       | Comp            | Pres            | Reti            | Comp               | Pres               | Reti               | Comp        | Pres        | Reti        | Pres   | Reti   |
| ------------------------ | ------------------------ | ------------------------ | ---------- | ---------- | --------------- | --------------- | --------------- | ------------------ | ------------------ | ------------------ | ----------- | ----------- | ----------- | ------ | ------ |
| 2011-2012                | Betis B                  | SDB                      | 32         | 2          | -               | -               | -               | -                  | -                  | -                  | -           | -           | -           | 32     | 2      |
| 2012-2013                | Betis B                  | SDB                      | 13         | 3          | -               | -               | -               | -                  | -                  | -                  | -           | -           | -           | 13     | 3      |
| Totale Betis B           | Totale Betis B           | Totale Betis B           | 55         | 5          |                 | -               | -               |                    | -                  | -                  |             | -           | -           | 55     | 5      |
| 2011-2012                | Betis                    | PD                       | 2          | 0          | CR              | 0               | 0               | -                  | -                  | -                  | -           | -           | -           | 2      | 0      |
| 2012-2013                | Betis                    | PD                       | 15         | 0          | CR              | 4               | 0               | -                  | -                  | -                  | -           | -           | -           | 19     | 0      |
| 2013-2014                | Betis                    | PD                       | 22         | 0          | CR              | 3               | 0               | UEL                | 7                  | 1                  | -           | -           | -           | 32     | 1      |
| 2014-feb. 2015           | Betis                    | SD                       | 4          | 0          | CR              | 1               | 0               | -                  | -                  | -                  | -           | -           | -           | 5      | 0      |
| Totale Betis             | Totale Betis             | Totale Betis             | 43         | 0          |                 | 8               | 0               |                    | 7                  | 1                  |             | -           | -           | 58     | 1      |
| feb.-giu. 2015           | Sandhausen               | ZL                       | 0          | 0          | CG              | -               | -               | -                  | -                  | -                  | -           | -           | -           | 0      | 0      |
| 2015-feb. 2016           | Elche                    | SD                       | 9          | 0          | CR              | 1               | 1               |                    | -                  | -                  |             | -           | -           | 10     | 1      |
| feb.-giu. 2016           | UCAM Murcia              | SDB                      | 13+4       | 0          | CR              | -               | -               |                    | -                  | -                  |             | -           | -           | 17     | 0      |
| 2016-2017                | Diósgyőr                 | NBI                      | 23         | 1          | MK              | 6               | 1               |                    | -                  | -                  | -           | -           | -           | 29     | 2      |
| 2017-feb. 2018           | Diósgyőr                 | NBI                      | 17         | 2          | MK              | 1               | 0               | -                  | -                  | -                  | -           | -           | -           | 18     | 2      |
| Totale Diósgyőr          | Totale Diósgyőr          | Totale Diósgyőr          | 40         | 3          |                 | 7               | 1               |                    | -                  | -                  |             | -           | -           | 47     | 4      |
| feb.-giu. 2018           | Slovan Bratislava        | SL                       | 10         | 0          | CS              | 4               | 0               | UEL                | -                  | -                  | -           | -           | -           | 14     | 0      |
| 2018-2019                | Slovan Bratislava        | SL                       | 14         | 0          | CS              | 0               | 0               | UEL                | 6                  | 1                  | -           | -           | -           | 20     | 0      |
| 2019-2020                | Slovan Bratislava        | SL                       | 21         | 4          | CS              | 7               | 3               | UCL+UEL            | 0+5                | 0+1                | -           | -           | -           | 33     | 8      |
| 2020-2021                | Slovan Bratislava        | SL                       | 26         | 2          | CS              | 6               | 0               | UEL                | 1                  | 0                  | -           | -           | -           | 33     | 2      |
| Totale Slovan Bratislava | Totale Slovan Bratislava | Totale Slovan Bratislava | 71         | 6          |                 | 17              | 3               |                    | 12                 | 1                  |             | -           | -           | 100    | 10     |
| 2021-2022                | Honvéd                   | NBI                      | 16         | 2          | MK              | 2               | 1               | -                  | -                  | -                  | -           | -           | -           | 18     | 3      |
| Totale carriera          | Totale carriera          | Totale carriera          | 247+4      | 16         |                 | 35              | 6               |                    | 19                 | 2                  |             | -           | -           | 305    | 24     |

## Palmarès

### Club

#### Competizioni nazionali
- Segunda División B: 1

UCAM Murcia: 2015-2016 (Gruppo 4)
- Coppa di Slovacchia: 3

Slovan Bratislava: 2017-2018, 2019-2020, 2020-2021
- Campionato slovacco: 3

Slovan Bratislava: 2018-2019, 2019-2020, 2020-2021

### Nazionale
- Campionato d'Europa Under-19: 1

Estonia 2012